# Cortazar
Cortazar là một đô thị thuộc bang Guanajuato, México. Năm 2005, dân số của đô thị này là 83175 người.